# Lake Rotoroa (Tasman)
Lake Rotoroa (Māori für langer See) ist ein See in der Region Tasman im Norden der Südinsel Neuseelands. Der See liegt in einem nördlichen Ausläufer des Nelson-Lakes-Nationalparks.
Er wird im Süden vom D’Urville und Sabine River gespeist.
Der See ist bis 145 m tief und von Buchenwald umgeben. Bei der kleinen Ortschaft Rotoroa am Nordende des Sees fließt der See in den Te Kauparenui / Gowan River ab, der etwa 5 km nördlich bei Gonwan Bridge in den Buller River mündet.
Ein Wanderpfad begleitet die Nordostseite des Sees. Vom Südende des Sees führen mehrere Tracks nach St. Arnauld im Osten, entlang der beiden Zuflüsse nach Süden und nach Westen. Im See leben eingeführte Forellen, auf die geangelt werden kann.